# Aly Abeid
Yacoub Aly Abeid (Arafat, 11 dicembre 1997) è un calciatore mauritano, centrocampista del CFR Cluj e della nazionale mauritana.

## Carriera

### Club
Dopo essere cresciuto nella squadra locale del Concorde, nel 2014 Abeid viene prelevato insieme al connazionale Moctar Sidi El Hacen dagli spagnoli del Levante. Secondo i regolamenti della FIFA, il calciatore minorenne proveniente da altri continenti è impossibilitato a giocare in prima squadra e viene per questo aggregato al Levante B in Segunda División B.
Il 15 aprile 2018 esordisce in Liga nell'incontro perso 0-3 contro l'Atletico Madrid. Nonostante la netta sconfitta della sua squadra, il quotidiano sportivo Marca apprezza la prestazione di Abeid.
Il 16 luglio 2018 viene prestato per una stagione all'Alcorcón, club di seconda divisione spagnola. A fine anno totalizza 12 presenze, venendo impiegato perlopiù con la compagine delle riserve in quarta serie.
A fine prestito fa ritorno al Levante, in cui rimane sino al 23 gennaio 2020, giorno in cui si è trasferito a titolo definitivo al Valenciennes.
Il 29 giugno 2022 viene acquistato dai rumeni dell'UTA Arad.
Il 13 febbraio 2024 si trasferisce a titolo definitivo al CFR Cluj.

### Nazionale
Nel marzo 2015 viene convocato per la prima volta dalla Mauritania, con cui esordisce il 27 del mese stesso nell'amichevole persa 0-1 contro il Gambia. Il 22 giugno dello stesso anno segna il suo primo gol contro la Sierra Leone, in un match valido per le qualificazioni alla Coppa d'Africa 2016.
Nell'estate 2019 prende parte alla prima storica Coppa d'Africa della Mauritania. Dopo la sconfitta per 1-4 contro il Mali nel match inaugurale, la nazionale mauritana pareggia consecutivamente contro Angola e Tunisia (entrambi 0-0) e con soli due punti non si qualifica alla fase successiva.

## Statistiche

### Cronologia presenze e reti in nazionale
| Cronologia completa delle presenze e delle reti in nazionale ― Mauritania | Cronologia completa delle presenze e delle reti in nazionale ― Mauritania | Cronologia completa delle presenze e delle reti in nazionale ― Mauritania | Cronologia completa delle presenze e delle reti in nazionale ― Mauritania | Cronologia completa delle presenze e delle reti in nazionale ― Mauritania | Cronologia completa delle presenze e delle reti in nazionale ― Mauritania | Cronologia completa delle presenze e delle reti in nazionale ― Mauritania | Cronologia completa delle presenze e delle reti in nazionale ― Mauritania |
| Data                                                                      | Città                                                                     | In casa                                                                   | Risultato                                                                 | Ospiti                                                                    | Competizione                                                              | Reti                                                                      | Note                                                                      |
| ------------------------------------------------------------------------- | ------------------------------------------------------------------------- | ------------------------------------------------------------------------- | ------------------------------------------------------------------------- | ------------------------------------------------------------------------- | ------------------------------------------------------------------------- | ------------------------------------------------------------------------- | ------------------------------------------------------------------------- |
| 27-3-2015                                                                 | Bakau                                                                     | Gambia                                                                    | 1 – 0                                                                     | Mauritania                                                                | Amichevole                                                                | -                                                                         |                                                                           |
| 31-3-2015                                                                 | Nouakchott                                                                | Mauritania                                                                | 2 – 0                                                                     | Niger                                                                     | Amichevole                                                                | -                                                                         |                                                                           |
| 14-6-2015                                                                 | Yaoundé                                                                   | Camerun                                                                   | 1 – 0                                                                     | Mauritania                                                                | Qual. Coppa d'Africa 2017                                                 | -                                                                         |                                                                           |
| 21-6-2015                                                                 | Nouakchott                                                                | Mauritania                                                                | 2 – 1                                                                     | Sierra Leone                                                              | Qual. CHAN 2016                                                           | 1                                                                         |                                                                           |
| 27-6-2015                                                                 | Nouakchott                                                                | Mauritania                                                                | 2 – 0                                                                     | Sierra Leone                                                              | Qual. CHAN 2016                                                           | -                                                                         |                                                                           |
| 5-9-2015                                                                  | Nouakchott                                                                | Mauritania                                                                | 3 – 1                                                                     | Sudafrica                                                                 | Qual. Coppa d'Africa 2017                                                 | 1                                                                         |                                                                           |
| 8-10-2015                                                                 | Juba                                                                      | Sudan del Sud                                                             | 1 – 1                                                                     | Mauritania                                                                | Qual. Mondiali 2018                                                       | -                                                                         |                                                                           |
| 13-10-2015                                                                | Nouakchott                                                                | Mauritania                                                                | 4 – 0                                                                     | Sudan del Sud                                                             | Qual. Mondiali 2018                                                       | -                                                                         | 84’                                                                       |
| 18-10-2015                                                                | Bamako                                                                    | Mali                                                                      | 2 – 1                                                                     | Mauritania                                                                | Qual. CHAN 2016                                                           | -                                                                         | [ 12 ]                                                                    |
| 24-10-2015                                                                | Nouakchott                                                                | Mauritania                                                                | 1 – 1                                                                     | Mali                                                                      | Qual. CHAN 2016                                                           | -                                                                         |                                                                           |
| 13-11-2015                                                                | Nouakchott                                                                | Mauritania                                                                | 1 – 2                                                                     | Tunisia                                                                   | Qual. Mondiali 2018                                                       | -                                                                         | 45’                                                                       |
| 25-3-2016                                                                 | Nouakchott                                                                | Mauritania                                                                | 1 – 1                                                                     | Gambia                                                                    | Qual. Coppa d'Africa 2017                                                 | -                                                                         |                                                                           |
| 29-3-2016                                                                 | Bakau                                                                     | Gambia                                                                    | 0 – 0                                                                     | Mauritania                                                                | Qual. Coppa d'Africa 2017                                                 | -                                                                         |                                                                           |
| 3-6-2016                                                                  | Nouakchott                                                                | Mauritania                                                                | 0 – 1                                                                     | Camerun                                                                   | Qual. Coppa d'Africa 2017                                                 | -                                                                         | 68’                                                                       |
| 15-11-2016                                                                | Tunisi                                                                    | Tunisia                                                                   | 0 – 0                                                                     | Mauritania                                                                | Amichevole                                                                | -                                                                         | 30’                                                                       |
| 7-1-2017                                                                  | Blida                                                                     | Algeria                                                                   | 3 – 1                                                                     | Mauritania                                                                | Amichevole                                                                | -                                                                         |                                                                           |
| 24-3-2017                                                                 | Nouakchott                                                                | Mauritania                                                                | 1 – 0                                                                     | Benin                                                                     | Amichevole                                                                | -                                                                         |                                                                           |
| 27-3-2017                                                                 | Nouakchott                                                                | Mauritania                                                                | 2 – 1                                                                     | Rep. del Congo                                                            | Amichevole                                                                | -                                                                         |                                                                           |
| 4-6-2017                                                                  | Pretoria                                                                  | Lesotho                                                                   | 1 – 0                                                                     | Mauritania                                                                | Amichevole                                                                | -                                                                         |                                                                           |
| 10-6-2017                                                                 | Francistown                                                               | Botswana                                                                  | 0 – 1                                                                     | Mauritania                                                                | Qual. Coppa d'Africa 2019                                                 | -                                                                         |                                                                           |
| 6-10-2017                                                                 | La Marsa                                                                  | Mauritania                                                                | 0 – 1                                                                     | Comore                                                                    | Amichevole                                                                | -                                                                         |                                                                           |
| 24-3-2018                                                                 | Nouakchott                                                                | Mauritania                                                                | 2 – 0                                                                     | Guinea                                                                    | Amichevole                                                                | -                                                                         |                                                                           |
| 8-9-2018                                                                  | Nouakchott                                                                | Mauritania                                                                | 2 – 0                                                                     | Burkina Faso                                                              | Qual. Coppa d'Africa 2019                                                 | -                                                                         |                                                                           |
| 12-10-2018                                                                | Luanda                                                                    | Angola                                                                    | 4 – 1                                                                     | Mauritania                                                                | Qual. Coppa d'Africa 2019                                                 | -                                                                         |                                                                           |
| 16-10-2018                                                                | Nouakchott                                                                | Mauritania                                                                | 1 – 0                                                                     | Angola                                                                    | Qual. Coppa d'Africa 2019                                                 | -                                                                         |                                                                           |
| 18-11-2018                                                                | Nouakchott                                                                | Mauritania                                                                | 2 – 1                                                                     | Botswana                                                                  | Qual. Coppa d'Africa 2019                                                 | -                                                                         |                                                                           |
| 22-3-2019                                                                 | Ouagadougou                                                               | Burkina Faso                                                              | 1 – 0                                                                     | Mauritania                                                                | Qual. Coppa d'Africa 2019                                                 | -                                                                         |                                                                           |
| 26-3-2019                                                                 | Accra                                                                     | Ghana                                                                     | 3 – 1                                                                     | Mauritania                                                                | Amichevole                                                                | -                                                                         |                                                                           |
| 14-6-2019                                                                 | Antananarivo                                                              | Madagascar                                                                | 1 – 3                                                                     | Mauritania                                                                | Amichevole                                                                | -                                                                         | 51’                                                                       |
| 18-6-2019                                                                 | Cotonou                                                                   | Benin                                                                     | 3 – 1                                                                     | Mauritania                                                                | Amichevole                                                                | -                                                                         |                                                                           |
| 24-6-2019                                                                 | Suez                                                                      | Mali                                                                      | 4 – 1                                                                     | Mauritania                                                                | Coppa d'Africa 2019 - 1º turno                                            | -                                                                         |                                                                           |
| 29-6-2019                                                                 | Suez                                                                      | Mauritania                                                                | 0 – 0                                                                     | Angola                                                                    | Coppa d'Africa 2019 - 1º turno                                            | -                                                                         | 90’                                                                       |
| 2-7-2019                                                                  | Suez                                                                      | Mauritania                                                                | 0 – 0                                                                     | Tunisia                                                                   | Coppa d'Africa 2019 - 1º turno                                            | -                                                                         |                                                                           |
| 6-9-2019                                                                  | Tunisi                                                                    | Tunisia                                                                   | 1 – 0                                                                     | Mauritania                                                                | Amichevole                                                                | -                                                                         | 45’ 90’                                                                   |
| 11-11-2020                                                                | Nouakchott                                                                | Mauritania                                                                | 1 – 1                                                                     | Burundi                                                                   | Qual. Coppa d'Africa 2021                                                 | -                                                                         |                                                                           |
| 15-11-2020                                                                | Bujumbura                                                                 | Burundi                                                                   | 3 – 1                                                                     | Mauritania                                                                | Qual. Coppa d'Africa 2021                                                 | -                                                                         | 80’                                                                       |
| 26-3-2021                                                                 | Nouakchott                                                                | Mauritania                                                                | 0 – 0                                                                     | Marocco                                                                   | Qual. Coppa d'Africa 2021                                                 | -                                                                         |                                                                           |
| 30-3-2021                                                                 | Bangui                                                                    | Rep. Centrafricana                                                        | 0 – 1                                                                     | Mauritania                                                                | Qual. Coppa d'Africa 2021                                                 | -                                                                         | 75’                                                                       |
| 7-9-2021                                                                  | Bata                                                                      | Guinea Equatoriale                                                        | 1 – 0                                                                     | Mauritania                                                                | Qual. Mondiali 2022                                                       | -                                                                         | 64’                                                                       |
| 7-10-2021                                                                 | Tunisi                                                                    | Tunisia                                                                   | 3 – 0                                                                     | Mauritania                                                                | Qual. Mondiali 2022                                                       | -                                                                         |                                                                           |
| 10-10-2021                                                                | Nouakchott                                                                | Mauritania                                                                | 0 – 0                                                                     | Tunisia                                                                   | Qual. Mondiali 2022                                                       | -                                                                         |                                                                           |
| 13-11-2021                                                                | Lusaka                                                                    | Zambia                                                                    | 4 – 0                                                                     | Mauritania                                                                | Qual. Mondiali 2022                                                       | -                                                                         |                                                                           |
| 30-12-2021                                                                | Abu Dhabi                                                                 | Mauritania                                                                | 0 – 0                                                                     | Burkina Faso                                                              | Amichevole                                                                | -                                                                         |                                                                           |
| 4-1-2022                                                                  | Abu Dhabi                                                                 | Mauritania                                                                | 1 – 1                                                                     | Gabon                                                                     | Amichevole                                                                | -                                                                         |                                                                           |
| 12-1-2022                                                                 | Limbe                                                                     | Mauritania                                                                | 0 – 1                                                                     | Gambia                                                                    | Coppa d'Africa 2021 - 1º turno                                            | -                                                                         |                                                                           |
| 16-1-2022                                                                 | Limbe                                                                     | Tunisia                                                                   | 4 – 0                                                                     | Mauritania                                                                | Coppa d'Africa 2021 - 1º turno                                            | -                                                                         | 14’                                                                       |
| 20-1-2022                                                                 | Limbe                                                                     | Mali                                                                      | 2 – 0                                                                     | Mauritania                                                                | Coppa d'Africa 2021 - 1º turno                                            | -                                                                         | 49’                                                                       |
| 26-3-2022                                                                 | Nouakchott                                                                | Mauritania                                                                | 2 – 1                                                                     | Mozambico                                                                 | Amichevole                                                                | -                                                                         |                                                                           |
| 29-3-2022                                                                 | Nouakchott                                                                | Mauritania                                                                | 2 – 0                                                                     | Libia                                                                     | Amichevole                                                                | -                                                                         |                                                                           |
| 4-6-2022                                                                  | Nouakchott                                                                | Mauritania                                                                | 3 – 0                                                                     | Sudan                                                                     | Qual. Coppa d'Africa 2023                                                 | -                                                                         | 81’                                                                       |
| 8-6-2022                                                                  | Franceville                                                               | Gabon                                                                     | 0 – 0                                                                     | Mauritania                                                                | Qual. Coppa d'Africa 2023                                                 | -                                                                         |                                                                           |
| 24-9-2022                                                                 | Nouakchott                                                                | Mauritania                                                                | 1 – 0                                                                     | Benin                                                                     | Amichevole                                                                | -                                                                         | 30’                                                                       |
| 27-9-2022                                                                 | Mohammedia                                                                | Rep. del Congo                                                            | 0 – 2                                                                     | Mauritania                                                                | Amichevole                                                                | -                                                                         |                                                                           |
| 24-3-2023                                                                 | Lubumbashi                                                                | RD del Congo                                                              | 3 – 1                                                                     | Mauritania                                                                | Qual. Coppa d'Africa 2023                                                 | 1                                                                         |                                                                           |
| 28-3-2023                                                                 | Nouakchott                                                                | Mauritania                                                                | 1 – 1                                                                     | RD del Congo                                                              | Qual. Coppa d'Africa 2023                                                 | -                                                                         | Cap. 75’ 80’                                                              |
| 20-6-2023                                                                 | Agadir                                                                    | Sudan                                                                     | 0 – 3                                                                     | Mauritania                                                                | Qual. Coppa d'Africa 2023                                                 | -                                                                         |                                                                           |
| 9-9-2023                                                                  | Nouakchott                                                                | Mauritania                                                                | 2 – 1                                                                     | Gabon                                                                     | Qual. Coppa d'Africa 2023                                                 | -                                                                         |                                                                           |
| 17-10-2023                                                                | Casablanca                                                                | Mauritania                                                                | 1 – 2                                                                     | Guinea-Bissau                                                             | Amichevole                                                                | -                                                                         | 88’                                                                       |
| 21-11-2023                                                                | Diamniadio                                                                | Sudan del Sud                                                             | 0 – 0                                                                     | Mauritania                                                                | Qual. Mondiali 2022                                                       | -                                                                         | 46’                                                                       |
| 6-1-2024                                                                  | Radès                                                                     | Tunisia                                                                   | 0 – 0                                                                     | Mauritania                                                                | Amichevole                                                                | -                                                                         |                                                                           |
| 16-1-2024                                                                 | Bouaké                                                                    | Burkina Faso                                                              | 1 – 0                                                                     | Mauritania                                                                | Coppa d'Africa 2023 - 1º turno                                            | -                                                                         | Cap. 90+9’                                                                |
| 20-1-2024                                                                 | Bouaké                                                                    | Mauritania                                                                | 2 – 3                                                                     | Angola                                                                    | Coppa d'Africa 2023 - 1º turno                                            | -                                                                         | Cap. 46’                                                                  |
| 22-3-2024                                                                 | Marrakech                                                                 | Mali                                                                      | 2 – 0                                                                     | Mauritania                                                                | Amichevole                                                                | -                                                                         | Cap.                                                                      |
| 26-3-2024                                                                 | Agadir                                                                    | Marocco                                                                   | 0 – 0                                                                     | Mauritania                                                                | Amichevole                                                                | -                                                                         |                                                                           |
| 6-6-2024                                                                  | Nouakchott                                                                | Mauritania                                                                | 0 – 2                                                                     | Sudan                                                                     | Qual. Mondiali 2026                                                       | -                                                                         | 46’                                                                       |
| 11-10-2024                                                                | Il Cairo                                                                  | Egitto                                                                    | 2 – 0                                                                     | Mauritania                                                                | Qual. Coppa d'Africa 2025                                                 | -                                                                         |                                                                           |
| 15-11-2024                                                                | Francistown                                                               | Botswana                                                                  | 1 – 1                                                                     | Mauritania                                                                | Qual. Coppa d'Africa 2025                                                 | -                                                                         | Cap. 90+9’                                                                |
| 22-3-2025                                                                 | Lomé                                                                      | Togo                                                                      | 2 – 2                                                                     | Mauritania                                                                | Qual. Mondiali 2026                                                       | -                                                                         | Cap. 50’ 82’                                                              |
| Totale                                                                    |                                                                           | Presenze                                                                  | 68                                                                        |                                                                           | Reti                                                                      | 3                                                                         |                                                                           |

## Palmarès

### Club

#### Competizioni nazionali
- Coppa di Romania: 1

CFR Cluj: 2024-2025